# Frank Waller
Frank Laird Waller (ur. 24 czerwca 1884 w Saint Paul w stanie Minnesota, zm. 29 listopada 1941 w Kansas City w Missouri) – amerykański lekkoatleta sprinter i płotkarz, medalista olimpijski z Saint Louis z 1904.
Na igrzyskach olimpijskich w 1904 w Saint Louis Waller zdobył srebrne medale w biegu na 400 m i w biegu na 400 m przez płotki, za każdym razem przegrywając z Harrym Hillmanem.
Był mistrzem Stanów Zjednoczonych (AAU) w biegu na 440 jardów  w 1905 i 1906 oraz na 220 jardów przez płotki w 1905.
Rekordy życiowe:
- 440 y – 49,6 s. (1905)
- 400 m ppł – 53,6 s. (1904)

Po ukończeniu University of Wisconsin akompaniował Lillian Russell jako pianista, a następnie pracował jako nauczyciel śpiewu w Kansas City Conservatory. Był również kierownikiem muzycznym i dyrygentem Milwaukee Philharmonic Orchestra, National Broadcasting Company w Nowym Jorku oraz WPA Orchestra w Richmond.